# Yves Domergue

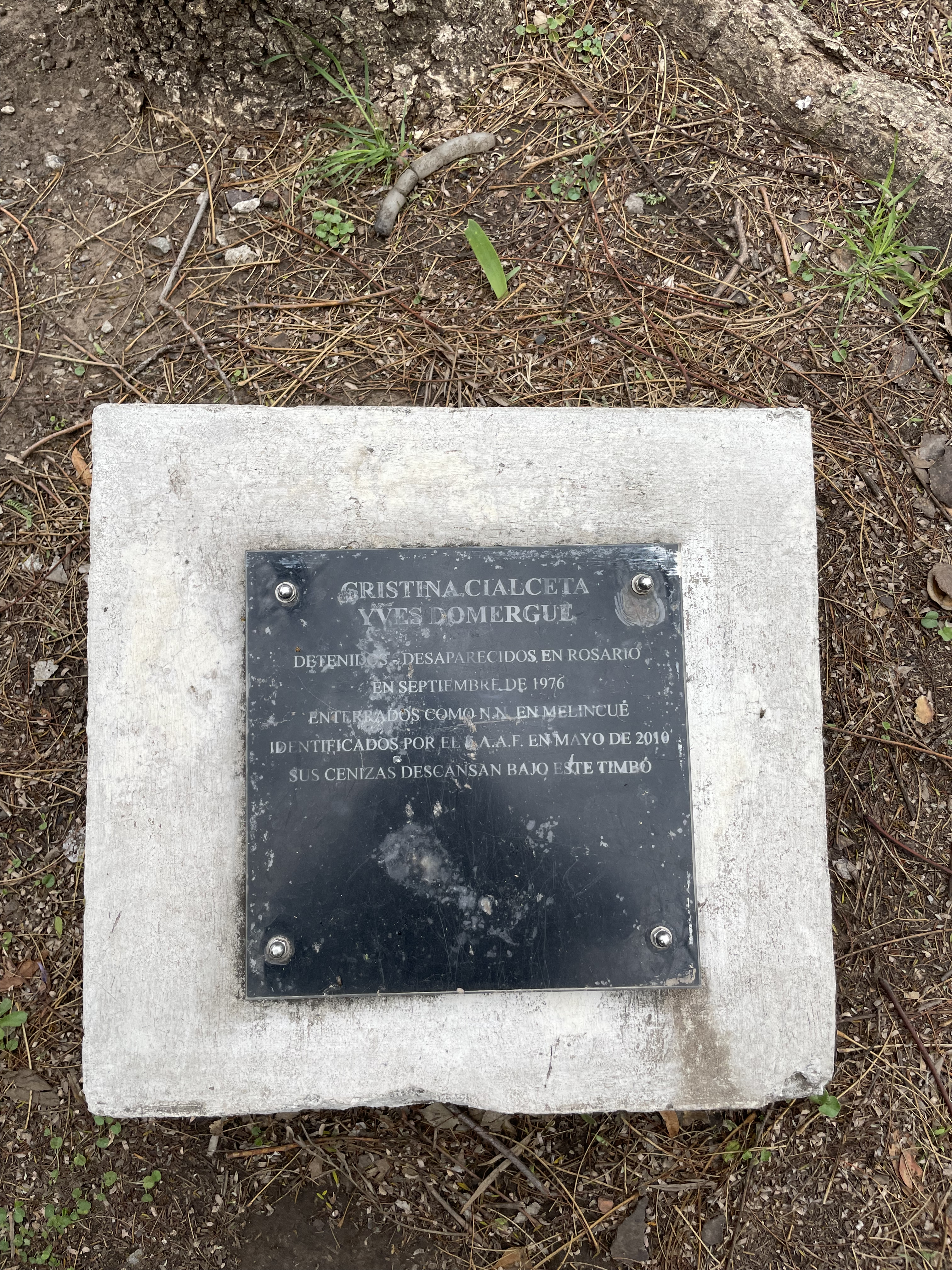
Plaque hommage au Bosque de la Mémoire Rosario Argentina

Yves Marie Alain Domergue (1954-1976) est un jeune Français disparu pendant la dictature militaire en Argentine (1976-1983) peu après le 20 septembre 1976.
Avec vingt-quatre autres Français (Marcel Amiel, Elena Arce Sahores, Edmundo Samuel Beliveau, Robert Boudet, Jean-Yves Claudet Fernández, Françoise Dauthier, sœur Alice Domon, Pedro Dufau, sœur Léonie Duquet, Andrés Roberto Duro, Marie-Anne Erize, Roberto Gamonet, Maurice Jeger, Mario Roger Julien Cáceres, père Gabriel Longueville, Pierre Pegneguy, Juan Roger Peña, Jean Hugo Perret, Cecilia Rotemberg, Jean Marcel Soler et les frères Marcel, Paul et Raphaël Tello), il est ce qu'on appelle un desaparecido de la dictature argentine.

## Biographie
Yves Domergue naît le 8 août 1954 dans le 17e arrondissement de Paris. Ses parents s'installent en Argentine de juillet 1959 à octobre 1974. Yves Domergue ne rentre pas en France, il reste pour suivre des études d'ingénieur à l'université de Buenos Aires.
Fin septembre 1976, Yves Domergue et sa compagne Cristina Cialceta Marull sont arrêtés par une patrouille de l'Armée de terre devant le Batallon 121 de Comunicaciones situé dans la ville de Rosario.
En plus des démarches auprès des autorités argentines et françaises effectuées par sa famille, sa disparition a fait l'objet d'une campagne de presse et plusieurs articles lui sont consacrés (voir références). Son père, Jean Domergue, est interviewé les 23 mai 1978, 31 août 1979, 4 septembre 1979 et 29 novembre 1982 à la télévision française sur Antenne 2.
La dépouille d'Yves Domergue est identifiée en mai 2010 par l'Équipe argentine d'anthropologie médico-légale (EAAF) à la suite d'un travail scolaire mené par les élèves de l'école Pablo Pizzurno de la ville de Melincué au sujet de deux jeunes trouvés morts dans la région et enterrés dans le cimetière de la ville fin septembre 1976. Cette découverte est validée par la justice argentine, puis annoncée le 27 juillet 2010 dans le monde entier par la presse écrite et la télévision (en France : France 2, LCI, BFM TV, France 24, I-Télé, M6, TV5).

## El caso Melincué
À la demande de Cristina Kirchner, la présidente d'Argentine, la chaîne câblée Canal Encuentro réalise une série de reportages consacrés à Yves et Cristina dénommée El caso Melincué. Un premier reportage d'une heure est diffusé les 24 et 25 mars 2011 sur la chaîne publique argentine Canal 7 et sur Canal Encuentro une chaîne du câble. Il est également projeté à Paris le 9 décembre 2011 à l'ambassade d'Argentine en France dans le cadre de la « Quinzaine des Droits de l'Homme ». Avec 9 autres DVD, le reportage est intégré à la collection nommée « Colección Derechos Humanos » distribuée par Canal Encuentro aux écoles argentines fin 2011.

Le reportage débute ainsi : 

« Dans les années 1970, Yves et Cristina sont tombés amoureux alors qu'ils militaient dans un parti politique. Pendant la dictature militaire commencée en 1976, ils sont devenus clandestins. En septembre de la même année, ils furent séquestrés puis assassinés. Leurs corps enterrés « sous X » sont restés dans le cimetière de Melincué pendant plus de trente ans. En 2003, grâce au travail d'un professeur et d'un groupe d'élèves d'une école secondaire, il a été possible de retrouver l'identité des deux corps et de reconstruire cette histoire douloureuse. »

(Générique introductif traduit de l'espagnol).
Quatre nouveaux chapitres d'une demi-heure sont diffusés du 9 au 30 avril 2012 par Canal Encuentro. Ils ont pour titre : « Capítulo 1 - Yves », « Capítulo 2 - Cristina », « Capítulo 3 - Melincué y Secretaría de Derechos Humanos de Santa Fe » et « Capítulo 4 - Juicio a Díaz Bessone en Rosario, Equipo Argentino de Antropología Forense y ceremonia del árbol en Rosario ».

## Éric Domergue
Yves était l'aîné d'une famille de neuf enfants. Lors de sa disparition, son père Jean entame les démarches auprès des autorités argentines et françaises pour tenter de retrouver Yves. Éric, le deuxième de la fratrie, l'épaule dans ses recherches.
Dès le retour de la démocratie, il retourne vivre en Argentine et continue à rechercher son frère. Trente-quatre ans après, le corps d'Yves est identifié. Éric devient le porte-parole de la famille et organise les cérémonies qui ont eu lieu les 7 et 8 août 2010.
Fin 2011, il publie un premier livre, Melincué: Del aula a la identidad, qui regroupe différents textes écrits par les différents acteurs qui ont permis l'identification : parents, amis, enseignants et élèves. Il est illustré de photos, articles et poèmes à la mémoire d'Yves. Ce livre est distribué gratuitement aux écoles.
Le 5 mai 2012, il présente à la Feria del Libro de Buenos-Aires un nouveau livre, Huesos desnudos, qui retrace cette longue recherche, en la resituant dans l'histoire familiale qui traverse l'Égypte (lieu de naissance de son père) et le canal de Suez ; Paris (lieu de naissance de sa mère) et l'occupation ; et enfin Buenos-Aires.

## Una flor para las tumbas sin nombre
L'histoire de Yves et Cristina est racontée dans le long métrage docuficcionel Una flor para las tumbas sin nombre. Ce film de 2014 réalisé par Daniel Hechim et produit par María Eugenia Bertone incorpore des témoignages et des scènes rejouées par des acteurs. Il a gagné le concours de longs métrages documentaires organisé par l'Incaa (Instituto Nacional de Cine y Artes Audiovisuales).

## Répercussions

### Plaques commémoratives
- 2001 : El Parque de la Memoria[8] (Parc de la Mémoire) (Costanera Norte, ville de Buenos Aires).
- Le 7 août 2010 deux plaques sont placés à Melincué : l'une à l'entrée du cimetière, l'autre dans le lycée de la ville.
- Le 8 octobre 2010 une plaque en hommage aux disparus est placée à l'entrée de la faculté d'ingénierie de Rosario[9].
- Le 10 décembre 2012 a lieu l'inauguration d'une plaque commémorative pour les anciens élèves du lycée franco-argentin Jean-Mermoz victimes de la dictature (Yves Domergue, Marie-Anne Erize Tisseau, Cecilia Rotemberg, Alejandra Lapacó, Elena María Ungar, Rubén Rosemberg y Claudio César Adur)[10].

### Cinéma
- Titre : Una flor para las tumbas sin nombre
  - Production : María Eugenia Bertone
  - Réalisation et scénario : Daniel Hechim
  - Photographie : Atilio Perín
  - Musique : Gerónimo Piazza
  - Sociétés de production : Medaluz
  - Langues originales : espagnol, quelques passages en français
  - Genre : Docufiction
  - Durée : 82 minutes
  - Date de sortie : 2014

### Livres
- 1979 : Le Diable dans le soleil de Carlos Gabetta - entretien avec Jean Domergue[11]
- 2006 : 1976 de TEA (Taller Escuela Agencia) - interview d'Éric Domergue par Guadalupe Treibel[12],  (ISBN 987-22620-1-2)
- 2010-12 : (es) Historias de vida, Homenaje a militantes santafesinos, Tomo II de Gobierno de Santa Fe
- 2011-02 : La disparue de San Juan de Philippe Broussard - Passage 401 et 402
- 2011-11 : (es) Melincué: Del aula a la identidad d'Éric Domergue, publié par Espacio para la Memoria,  (ISBN 978-987-26553-4-1)
- 2012-05 : (es) Huesos desnudos d'Éric Domergue, publié par COLIHUE,  (ISBN 978-950-581-162-5)